# Syntormon emeiensis
Syntormon emeiensis är en tvåvingeart som beskrevs av Yang och Saigusa 1999. Syntormon emeiensis ingår i släktet Syntormon och familjen styltflugor.
Artens utbredningsområde är Sichuan (Kina). Inga underarter finns listade i Catalogue of Life.